# Ratelslangen
Ratelslangen zijn een informele groep van slangen behorend tot de familie adders (Viperidae) en de onderfamilie groefkopadders (Crotalinae). Het betreft de geslachten dwergratelslangen (Sistrurus) en echte ratelslangen (Crotalus), dit laatste geslacht is het bekendst. Onder andere de gewone ratelslang (Crotalus horridus) en de diamantratelslang (Crotalus adamanteus) behoren tot dit geslacht. De lanspuntslangen uit het geslacht Bothrops worden overigens als 'ratelslangen-zonder-ratel' gezien, ze zijn heel sterk verwant, maar missen de ratel.
Ratelslangen komen vrijwel uitsluitend voor in Noord-Amerika, voornamelijk in de Verenigde Staten en Mexico. Slechts twee soorten komen zuidelijker voor in Zuid-Amerika.
Ratelslangen staan bekend om de tot ratel omgevormde staartpunt. Dit geeft een karakteristiek ratelend geluid, dat dieren en mensen alarmeert dat er een ratelslang in de buurt is. Als men erg dicht in de buurt komt zal de slang vaak eerst de bek opensperren en/of sissen om een confrontatie te vermijden.
De ratel bestaat uit verhoornde huidresten die uit schijfjes bestaan. Door te vervellen krijgt de ratel er steeds een schijfje bij. De ratel van een jonge ratelslang is nog klein en telt slechts een schijfje, hiermee kan de jonge slang niet ratelen; het geluid ontstaat doordat de schijfjes tegen elkaar tikken bij het schudden van de staartpunt. Als de ratel nat wordt kan de ratelslang er niet mee ratelen.
Ratelslangen zijn zonder uitzondering giftig, maar de meeste soorten zijn alleen gevaarlijk als men erg provoceert, zoals de slang beetpakken. Ratelslangen kunnen het gif dat ze toedienen doseren, een prooi krijgt meestal de volle laag, maar als de slang uit verdediging bijt, wordt vaak een beetje gif geïnjecteerd omdat hij anders zonder gif komt te zitten en kwetsbaarder is. Door hun krachtige gif hoeven ze de prooi niet te wurgen, de slang bijt snel, en wacht vervolgens rustig af tot de prooi sterft. De prooi loopt soms nog iets weg voor deze doodgaat, dan spoort de slang zijn maaltje op met het uitstekende reukvermogen.
Zoals alle groefkopadders hebben ratelslangen groeven aan weerszijden van de neus, onder de ogen. Dit zijn zeer gevoelige temperatuurszintuigen waarmee de slang in het donker goed kan jagen omdat hij niets kan zien maar met de groeven zijn prooien waar kan nemen.

## Soorten ratelslangen
Er zijn 56 soorten ratelslangen, die vroeger allemaal tot het geslacht Crotalus werden gerekend, tegenwoordig zijn er drie soorten aan het geslacht Sistrurus toegewezen. Vroeger behoorde ook Sistrurus ravus tot Crotalus, maar dit is verouderd.
| Naam                                              | Auteur                                                                                                 | Verspreidingsgebied |
| Geslacht echte ratelslangen (Crotalus)            | Geslacht echte ratelslangen (Crotalus)                                                                 | Geslacht echte ratelslangen (Crotalus) |
| ------------------------------------------------- | --- | --- |
| Diamantratelslang (Crotalus adamanteus)           | Palisot de Beauvois, 1799                                                                              | Verenigde Staten (North Carolina, South Carolina, Mississippi, Alabama, Georgia, Florida, Louisiana) |
| Crotalus angelensis                               | Klauber, 1963                                                                                          | Mexico (Baja California: Isla Ángel de la Guarda) |
| Crotalus aquilus                                  | Klauber, 1952                                                                                          | Mexico (Veracruz, San Luis Potosí, Hidalgo, Querétaro, Guanajuato, Jalisco, Michoacán, Aguascalientes, Zacatecas) |
| Crotalus armstrongi                               | Campbell, 1979                                                                                         | Mexico (Jalisco, Nayarit) |
| Texaanse ratelslang (Crotalus atrox)              | Baird & Girard, 1853                                                                                   | Verenigde Staten (Californië, Nevada, Arizona, New Mexico, Texas, Oklahoma, Arkansas), Mexico (Querétaro, Sonora, Tamaulipas, Nuevo León, Chihuahua, Coahuila de Zaragoza, Durango, Oaxaca, Zacatecas, San Luis Potosí, Veracruz, Hidalgo, Jalisco, Aguascalientes, Sinaloa) |
| Crotalus basiliscus                               | Cope, 1864                                                                                             | Mexico (Sinaloa, Nayarit, Jalisco, Colima, Michoacán de Ocampo, Sonora, Zacatecas, Aguascalientes) |
| Crotalus campbelli                                | Bryson, Linkem, Dorcas, Lathrop, Jones, Alvarado-Díaz, Grünwald & Murphy, 2014                         | Mexico (Jalisco, Colima, Nayarit) |
| Santa-Catalinaratelslang (Crotalus catalinensis)  | Cliff, 1954                                                                                            | Mexico (Baja California; Santa Catalina Island) |
| Hoornratelslang (Crotalus cerastes)               | Hallowell, 1854                                                                                        | Verenigde Staten (Californië, Nevada, Arizona, Utah), Mexico (Baja California, Sonora) |
| Crotalus cerberus                                 | Coues, 1875                                                                                            | Verenigde Staten (Arizona, New Mexico) |
| Crotalus concolor                                 | Woodbury, 1929                                                                                         | Verenigde Staten (Utah) |
| Crotalus culminatus                               | Klauber, 1952                                                                                          | Mexico (Michoacán de Ocampo, Oaxaca, Morelos, Mexico, Puebla, Guerrero) |
| Zuid - Amerikaanse ratelslang (Crotalus durissus) | Linnaeus, 1758                                                                                         | Brazilië, Venezuela, Colombia, Guyana, Suriname, Frans-Guyana, Argentinië, Paraguay, Bolivia, Uruguay, Aruba |
| Crotalus ehecatl                                  | Crotalus Ehecatl Carbajal-Márquez, Cedeño-Vázquez, Martínez-Arce, Neri-castro & Machkour-M’rabet, 2020 | Mexico (Chiapas, Oaxaca) |
| Crotalus enyo                                     | Cope, 1861                                                                                             | Mexico (Baja California) |
| Crotalus ericsmithi                               | Campbell & Flores-Villela, 2008                                                                        | Mexico (Guerrero) |
| Crotalus estebanensis                             | Klauber, 1949                                                                                          | Mexico (Sonora |
| Crotalus helleri                                  | Meek, 1905                                                                                             | Verenigde Staten (Californië), Mexico (Baja California) |
| Ratelslang (Crotalus horridus)                    | Linnaeus, 1758                                                                                         | Canada (Ontario), Verenigde Staten (Texas, Oklahoma, Kansas, Nebraska, Minnesota, Iowa, Tennessee, Missouri, Arkansas, Louisiana, Mississippi, Alabama, Georgia, Florida, South Carolina, North Carolina, Virginia, West Virginia, Kentucky, Indiana, Illinois, Wisconsin, Ohio, Tennessee, Maryland, Pennsylvania, New Jersey, New York, Rhode Island, Connecticut, Massachusetts, New Hampshire, Vermont) |
| Crotalus intermedius                              | Troschel, 1865                                                                                         | Mexico (Hidalgo, Puebla, Tlaxcala, Veracruz, Oaxaca, Guerrero) |
| Crotalus lannomi                                  | Tanner, 1966                                                                                           | Mexico (Jalisco, Colima) |
| Crotalus lepidus                                  | Kennicott, 1861                                                                                        | Verenigde Staten (Arizona, New Mexico, Texas), Mexico (Chihuahua, San Luis Potosí, Durango, Sinaloa, Nayarit, Jalisco, Nuevo León, Aguascalientes, Tamaulipas, Sonora, Coahuila de Zaragoza, Zacatecas) |
| Crotalus lorenzoensis                             | Radcliffe & Maslin, 1975                                                                               | Mexico (Baja California) |
| Crotalus lutosus                                  | Klauber, 1930                                                                                          | Verenigde Staten (Idaho, Utah, Arizona, Nevada, Californië, Oregon, Idaho) |
| Crotalus mictlantecuhtli                          | Carbajal-Márquez, Cedeño-Vázquez, Martínez-Arce, Neri-Castro & Machkour-M’rabet, 2020                  | Mexico (Veracruz) |
| Crotalus mitchellii                               | Cope, 1861                                                                                             | Mexico (Baja California) |
| Zwartstaart ratelslang(Crotalus molossus)         | Baird & Girard, 1853                                                                                   | Verenigde Staten (Arizona, New Mexico, Texas), Mexico (Hidalgo, Aguascalientes, Querétaro, Tamaulipas, San Luis Potosí, Morelos, Jalisco, Guanajuato, Nuevo León, Puebla, Sinaloa, Nayarit) |
| Crotalus morulus                                  | Klauber, 1952                                                                                          | Mexico (Tamaulipas) |
| Crotalus oreganus                                 | Holbrook, 1840                                                                                         | Verenigde Staten (Washington, Californië, Colorado, Montana, mogelijk in Oregon), Canada (Brits-Columbia) |
| Crotalus ornatus                                  | Hallowell, 1854                                                                                        | Verenigde Staten (Texas, New Mexico), Mexico (Chihuahua, Nuevo León) |
| Crotalus polisi                                   | Meik, Schaack, Flores-villela & Streicher, 2018                                                        | Mexico (Baja California: Cabeza de Caballo Island) |
| Crotalus polystictus                              | Cope, 1865                                                                                             | Mexico (Zacatecas, Colima, Veracruz, Aguascalientes, Morelos, Jalisco) |
| Crotalus pricei                                   | Van Denburgh, 1895                                                                                     | Verenigde Staten (Arizona), Mexico (Sonora, Chihuahua, Durango, Coahuila de Zaragoza, Nuevo León, Tamaulipas, San Luis Potosí, Aguascalientes, Jalisco, Nayarit, Zacatecas) |
| Crotalus pusillus                                 | Klauber, 1952                                                                                          | Mexico (Michoacán de Ocampo, Jalisco) |
| Crotalus pyrrhus                                  | Cope, 1867                                                                                             | Verenigde Staten (Californië, Nevada, Arizona, Utah), Mexico (Sonora, Baja California) |
| Crotalus ravus                                    | Cope, 1865                                                                                             | Mexico (Puebla, Veracruz, Morelos, Tlaxcala, Guerrero, Oaxaca, Hidalgo) |
| Crotalus ruber                                    | Cope, 1892                                                                                             | Mexico (Baja California), Verenigde Staten (Californië) |
| Crotalus scutulatus                               | Kennicott, 1861                                                                                        | Verenigde Staten (Californië, Nevada, Arizona, New Mexico, Texas, Utah), Mexico (Sonora, Chihuahua, Coahuila de Zaragoza, Durango, Zacatecas, San Luis Potosí, Nuevo León, Tamaulipas, Puebla, Aguascalientes, Querétaro, Jalisco) |
| Crotalus simus                                    | Latreille, 1801                                                                                        | Mexico (Chiapas, Oaxaca, Veracruz, Tabasco, Campeche), Guatemala, Honduras, El Salvador, Costa Rica, Nicaragua |
| Crotalus stejnegeri                               | Dunn, 1919                                                                                             | Mexico (Durango, Sinaloa) |
| Crotalus stephensi                                | Klauber, 1930                                                                                          | Verenigde Staten (Nevada, Californië) |
| Crotalus tancitarensis                            | Alvarado-Díaz & Campbell, 2004                                                                         | Mexico (Michoacán) |
| Crotalus thalassoporus                            | Meik, Schaack, Flores-villela & Streicher, 2018                                                        | Mexico (Baja California: Isla Piojo) |
| Tijgerratelslang (Crotalus tigris)                | Kennicott, 1859                                                                                        | Verenigde Staten, (Arizona), Mexico (Sonora) |
| Crotalus tlaloci                                  | Bryson, Linkem, Dorcas, Lathrop, Jones, Alvarado-Díaz, Grünwald & Murphy, 2014                         | Mexico (Guerrero, Mexico, Michoacán, Morelos, mogelijk in Puebla) |
| Crotalus totonacus                                | Gloyd & Kauffeld, 1940                                                                                 | Mexico (Tamaulipas, San Luis Potosí, Veracruz, Querétaro, Hidalgo, Nuevo León) |
| Crotalus transversus                              | Taylor, 1944                                                                                           | Mexico (Morelos) |
| Crotalus triseriatus                              | Wagler, 1830                                                                                           | Mexico (Veracruz, Michoacán de Ocampo, Morelos, Hidalgo, Puebla) |
| Crotalus tzabcan                                  | Klauber, 1952                                                                                          | Mexico (Quintana Roo, Yucatán, Campeche), Guatemala, Belize |
| Aruba-ratelslang (Crotalus unicolor)              | Lidth de Jeude, 1887                                                                                   | Aruba |
| Crotalus vegrandis                                | Klauber, 1941                                                                                          | Venezuela |
| Prairieratelslang (Crotalus viridis)              | Rafinesque, 1818                                                                                       | Canada (Alberta, Saskatchewan), Verenigde Staten (Washington, Californië, Oregon, Montana, South Dakota, Nebraska, New Mexico, Texas, Colorado), Mexico (Baja California, Chihuahua, Coahuila de Zaragoza) |
| Crotalus willardi                                 | Meek, 1905                                                                                             | Verenigde Staten (Arizona, New Mexico), Mexico (Sonora, Chihuahua, Durango) |
| Geslacht dwergratelslangen (Sistrurus)            | | |
| Naam                                              | Auteur                                                                                                 | Verspreidingsgebied |
| Massasauga (Sistrurus catenatus)                  | Rafinesque, 1818                                                                                       | Verenigde Staten, Canada, Mexico |
| Sistrurus miliarius                               | Linnaeus, 1766                                                                                         | Verenigde Staten |
| Sistrurus tergeminus                              | Say, 1823                                                                                              | Verenigde Staten, Mexico |